# Öxnevalla
Öxnevalla är en kyrkby i Öxnevalla socken, Marks kommun. Den är belägen öster om ån Viskan och nordost om tätorten Horred vid riksväg 41 mellan Varberg och Borås. Här finns Öxnevalla kyrka som i sina äldsta delar härstammar från 1600-talet. 
Bland verksamheterna i denna lilla by finns en fotbollsförening, IFK_Öxnevalla samt en naturförskola, Karstorps naturförskola.